# Great Manchester Run
La Great Manchester Run è una corsa su strada che si disputa annualmente dal 2003 nell'area metropolitana di Manchester.
La competizione prevede due diverse distanze, la 10 km (che si corre fin dalla fondazione dell'evento) e la mezza maratona (istituita nel 2017).

## Albo d'oro

### 10 km
Record della corsa
| Edizione | Anno | Uomini             | Tempo  | Donne            | Tempo  |
| -------- | ---- | ------------------ | ------ | ---------------- | ------ |
| 1        | 2003 | Paul Tergat        | 28'48" | Berhane Adere    | 31'50" |
| 2        | 2004 | Craig Mottram      | 27'54" | Sonia O'Sullivan | 32'12" |
| 3        | 2005 | Haile Gebrselassie | 27'25" | Lornah Kiplagat  | 31'28" |
| 4        | 2006 | Zersenay Tadese    | 27'36" | Berhane Adere    | 31'07" |
| 5        | 2007 | Micah Kogo         | 27'24" | Jo Pavey         | 31'41" |
| 6        | 2008 | Günther Weidlinger | 28'10" | Jo Pavey         | 31'58" |
| 7        | 2009 | Haile Gebrselassie | 27'39" | Vivian Cheruiyot | 32'01" |
| 8        | 2010 | Haile Gebrselassie | 28'02" | Werknesh Kidane  | 31'19" |
| 9        | 2011 | Haile Gebrselassie | 28'10" | Helen Clitheroe  | 31'45" |
| 10       | 2012 | Haile Gebrselassie | 27'39" | Linet Masai      | 31'35" |
| 11       | 2013 | Moses Kipsiro      | 27'52" | Tirunesh Dibaba  | 30'49" |
| 12       | 2014 | Kenenisa Bekele    | 28'23" | Tirunesh Dibaba  | 31'09" |
| 13       | 2015 | Stephen Sambu      | 27'30" | Betsy Saina      | 31'49" |
| 14       | 2016 | Kenenisa Bekele    | 28'08" | Tirunesh Dibaba  | 31'16" |
| 15       | 2017 | Dathan Ritzenhein  | 28'06" | Tirunesh Dibaba  | 31'03" |
| 16       | 2018 | Mohamed Farah      | 28'27" | Tirunesh Dibaba  | 31'08" |
| 17       | 2019 | Jacob Kiplimo      | 27'31" | Hellen Obiri     | 31'23" |

## Plurivincitori
| Uomini             | Vittorie                         | Donne           | Vittorie                         |
| ------------------ | -------------------------------- | --------------- | -------------------------------- |
| Haile Gebrselassie | 5 (2005, 2009, 2010, 2011, 2012) | Tirunesh Dibaba | 5 (2013, 2014, 2016, 2017, 2018) |
| Kenenisa Bekele    | 2 (2014, 2016)                   | Berhane Adere   | 2 (2003, 2006)                   |
|                    |                                  | Jo Pavey        | 2 (2007, 2008)                   |